# ویلیام پورتر (دونده)
ویلیام پورتر (انگلیسی: William Porter; ۲۴ مارس ۱۹۲۶ – ۱۰ مارس ۲۰۰۰) دونده اهل ایالات متحده آمریکا بود.
از افتخارات وی میتوان به کسب مدال طلا دو ۱۱۰ متر با مانع در بازی‌های المپیک تابستانی ۱۹۴۸ اشاره کرد.